# Halimolobus
Halimolobus là chi thực vật có hoa trong họ Cải.